# Huité
Huité (del náhuatl, significa «camino entre dos lugares») es un municipio del departamento de Zacapa al oriente de la República de Guatemala. 
Antiguamente era un potrero del municipio de Cabañas, hasta que fue erigido en municipio en 1957; su primer alcalde tomó posesión el 31 de mayo de 1958, y desde entonces se considera esa fecha como la de fundación del municipio.

## Toponimia
Muchos de los nombres de los municipios y poblados de Guatemala constan de dos partes: el nombre del santo católico que se venera el día en que fueron fundados y una descripción con raíz náhuatl; esto se debe a que las tropas que invadieron la región en la década de 1520 al mando de Pedro de Alvarado estaban compuestas por soldados españoles y por indígenas tlaxcaltecas y cholultecas.
El topónimo Huité proviene del término náhuatl «wihti», que significa «camino o medio de comunicación entre dos lugares».

## Geografía física

### Clima
La cabecera municipal de Huité tiene clima de estepa desértica (Clasificación de Köppen: BsH).
| Parámetros climáticos promedio de Momostenango | Parámetros climáticos promedio de Momostenango | Parámetros climáticos promedio de Momostenango | Parámetros climáticos promedio de Momostenango | Parámetros climáticos promedio de Momostenango | Parámetros climáticos promedio de Momostenango | Parámetros climáticos promedio de Momostenango | Parámetros climáticos promedio de Momostenango | Parámetros climáticos promedio de Momostenango | Parámetros climáticos promedio de Momostenango | Parámetros climáticos promedio de Momostenango | Parámetros climáticos promedio de Momostenango | Parámetros climáticos promedio de Momostenango | Parámetros climáticos promedio de Momostenango |
| Mes                                            | Ene.                                           | Feb.                                           | Mar.                                           | Abr.                                           | May.                                           | Jun.                                           | Jul.                                           | Ago.                                           | Sep.                                           | Oct.                                           | Nov.                                           | Dic.                                           | Anual                                          |
| ---------------------------------------------- | ---------------------------------------------- | ---------------------------------------------- | ---------------------------------------------- | ---------------------------------------------- | ---------------------------------------------- | ---------------------------------------------- | ---------------------------------------------- | ---------------------------------------------- | ---------------------------------------------- | ---------------------------------------------- | ---------------------------------------------- | ---------------------------------------------- | ---------------------------------------------- |
| Temp. máx. media (°C)                          | 30.4                                           | 32.1                                           | 34.5                                           | 35.1                                           | 34.6                                           | 32.7                                           | 32.3                                           | 32.8                                           | 32.2                                           | 31.3                                           | 30.7                                           | 29.8                                           | 32.4                                           |
| Temp. media (°C)                               | 24.5                                           | 25.8                                           | 27.7                                           | 28.7                                           | 28.4                                           | 27                                             | 26.7                                           | 26.9                                           | 26.6                                           | 26                                             | 25.3                                           | 24.6                                           | 26.5                                           |
| Temp. mín. media (°C)                          | 18.7                                           | 19.6                                           | 21                                             | 22.4                                           | 22.3                                           | 21.4                                           | 21.1                                           | 21.1                                           | 21.1                                           | 20.8                                           | 20                                             | 19.5                                           | 20.8                                           |
| Precipitación total (mm)                       | 0                                              | 1                                              | 3                                              | 13                                             | 65                                             | 174                                            | 134                                            | 91                                             | 174                                            | 96                                             | 14                                             | 0                                              | 765                                            |
| Fuente: Climate-Data.org                       |                                                |                                                |                                                |                                                |                                                |                                                |                                                |                                                |                                                |                                                |                                                |                                                |                                                |

### Ubicación geográfica
Huité está localizado en el departamento de Zacapa y sus colindancias son:
- Norte: Teculután, municipio del departamento de Zacapa.
- Este: Estanzuela y San Jorge, municipios de Zacapa.
- Sur: departamento de Chiquimula.
- Oeste: Cabañas, municipio de Zacapa.[7]

|                                     | Norte: Teculután, municipio del departamento de Zacapa |                                                    |
| Oeste: Cabañas, municipio de Zacapa |                                                        | Este: Estanzuela y San Jorge, municipios de Zacapa |
|                                     | Sur: departamento de Chiquimula                        |                                                    |

## Gobierno municipal
Los municipios se encuentran regulados en diversas leyes de la República, que establecen su forma de organización, lo relativo a la conformación de sus órganos administrativos y los tributos destinados para los mismos.  Aunque se trata de entidades autónomas, se encuentran sujetos a la legislación nacional y las principales leyes que los rigen desde 1985 son:
| N.º | Ley                                                | Descripción |
| --- | -------------------------------------------------- | --- |
| 1   | Constitución Política de la República de Guatemala | Tiene una regulación legal específica para los municipios en los artículos 253 al 262. |
| 2   | Ley Electoral y de Partidos Políticos              | Ley de carácter constitucional aplicable a los municipios en el tema de la conformación de sus autoridades electas. |
| 3   | Código Municipal                                   | Decreto 12-2002 del Congreso de la República de Guatemala. Tiene la categoría de ley ordinaria y contiene preceptos generales aplicables a todos los municipios, e inclusive contiene legislación referente a la creación de los municipios.             |
| 4   | Ley de Servicio Municipal                          | Decreto 1-87 del Congreso de la República de Guatemala. Regula las relaciones entra la municipalidad y los servidores públicos en materia laboral. Tiene su base constitucional en el artículo 262 de la constitución que ordena la emisión de la misma. |
| 5   | Ley General de Descentralización                   | Decreto 14-2002 del Congreso de la República de Guatemala. Regula el deber constitucional del Estado, y por ende del municipio, de promover y aplicar la descentralización y desconcentración económica y administrativa.                                |

El gobierno de los municipios está a cargo de un Concejo Municipal mientras que el código municipal —ley ordinaria que contiene disposiciones que se aplican a todos los municipios— establece que «el concejo municipal es el órgano colegiado superior de deliberación y de decisión de los asuntos municipales […] y tiene su sede en la circunscripción de la cabecera municipal»; el artículo 33 del mencionado código establece que «[le] corresponde con exclusividad al concejo municipal el ejercicio del gobierno del municipio».
El concejo municipal se integra con el alcalde, los síndicos y concejales, electos directamente por sufragio universal y secreto para un período de cuatro años, pudiendo ser reelectos.
Existen también las Alcaldías Auxiliares, los Comités Comunitarios de Desarrollo (COCODE), el Comité Municipal del Desarrollo (COMUDE), las asociaciones culturales y las comisiones de trabajo. Los alcaldes auxiliares son elegidos por las comunidades de acuerdo a sus principios y tradiciones, y se reúnen con el alcalde municipal el primer domingo de cada mes, mientras que los Comités Comunitarios de Desarrollo y el Comité Municipal de Desarrollo organizan y facilitan la participación de las comunidades priorizando necesidades y problemas. 
El primer alcalde municipal fue Manuel Humberto Chacón Oliva, quien tomó posesión el 31 de mayo de 1958, la que se ha considerado desde entonces como la fecha en que se creó el municipio.

## Historia
Huité era una aldea del municipio de Chimalapa y se conocía como «Potrero de Huité»; y permaneció en este municipio cuando cambió de nombre al de Cabañas en 1890.
Por Acuerdo Gubernativo del 5 de octubre de 1957, emitido a solicitud de los vecinos de la aldea y con dictamen favorable de la municipalidad de Cabañas, el gobernador departamental de Zacapa y la Dirección General de Estadística, el presidente Interino de Guatemala declaró a Huité como municipio perteneciente a la jurisdicción del departamento de Zacapa.